# Südindisches Becken
Koordinaten: 60° 0′ S, 120° 0′ O
Das Südindische Becken ist ein Seebecken im Südlichen Ozean. Es liegt vor der Küste des ostantarktischen Wilkeslands.
Die vom Advisory Committee on Undersea Features (ACUF) im Januar 1963 bestätigte Benennung ist international anerkannt.